# 兰泽
兰泽（法語：Linzeux，法語發音：[lɛ̃zø]）是法国上法蘭西大區加来海峡省的一个市镇，属于阿拉斯区。

## 地理
兰泽（50°20'30"N, 2°12'17"E）面积4.71 平方千米，位于法国上法蘭西大區加来海峡省，该省份为法国北部沿海省份，西北濒北海，南至索姆省，东临北部省。
与兰泽接壤的市镇（或旧市镇、城区）包括：厄夫昂泰尔努瓦、布朗热瓦尔布朗热蒙、菲利耶夫尔、吉讷库尔、维勒曼。

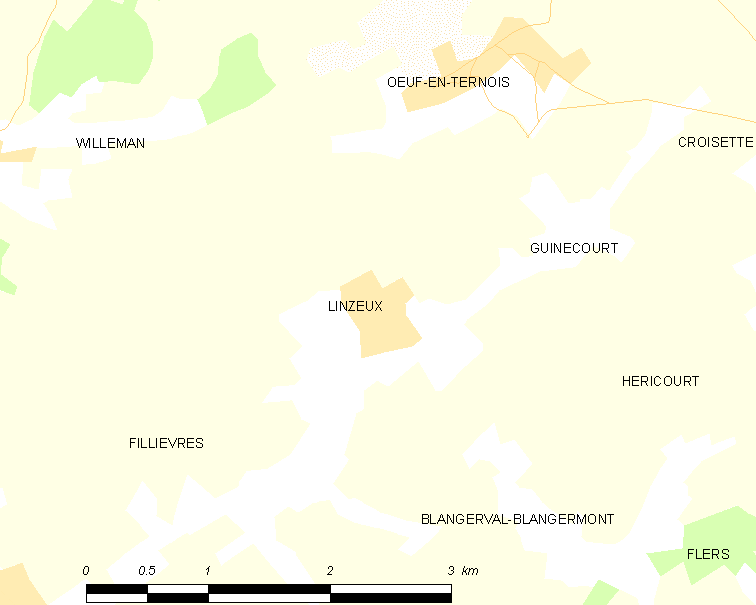
兰泽的OSM定位图

兰泽的时区为UTC+01:00、UTC+02:00（夏令时）。

## 行政
兰泽的邮政编码为62270，INSEE市镇编码为62518。

## 政治
兰泽所属的省级选区为泰努瓦斯河畔圣波勒县。

## 人口

1962-2008年间兰泽人口变化图示

兰泽于2022年1月1日时的人口数量为172人。